# Ernest William Brown
Ernest William Brown, född 29 november 1866, död 22 juli 1938, var en brittisk astronom och matematiker.
Brown var professor i matematik vid Yaleuniversitetet i New Haven, USA. Han är bekant för sina undersökningar och tabeller över månens rörelse, grundade på den av George William Hill utarbetade teorin. Brown, som var Fellow of the Royal Society, tilldelades Royal Astronomical Societys guldmedalj 1907, Royal Medal 1914, Bruce-medaljen 1920 och James Craig Watson-medaljen 1936. 
Asteroiden 1643 Brown är uppkallad efter honom.